# 5-й корпус (Югославські партизани)
5-й Боснійський корпус (сербохорватською: Peti bosanski udarni korpus) — югославський партизанський корпус, що воював проти німців, Незалежної держави Хорватії (НДХ) та четників на території окупованої Демократичної Федеративної Югославії під час Другої світової війни.
Вперше створений 11 травня 1943 року як 2-й Боснійський корпус з 1-го Боснійського корпусу разом з 5-ю дивізією. До складу 2-го Боснійського корпусу були переведені практично всі підрозділи 1-го Боснійського корпусу, включаючи 4-ту, 10-ту і 11-ту Країнські дивізії, загальною чисельністю близько 7500 солдатів. Його командиром став Славко Родич, а політичним комісаром — Вельо Стойніч.
2-й боснійський корпус отримав наказ передислокуватися до східної Боснії. Його противник, німецькі 369-та, 373-тя, 114-та і 7-ма дивізії СС, разом з силами НДХ і місцевими четниками налічували понад 160 000 солдатів. Це змусило 2-й боснійський корпус вести партизанську війну та уникати відкритих боїв.
5 жовтня 1943 року корпус був перейменований на 5-й (Боснійський) корпус. Він продовжував воювати в Боснії, провів операцію в Баня-Луці, а в травні 1944 року допоміг протистояти Сьомому німецькому наступу в районі Дрвара. У фінальному наступі 1945 року брав участь в остаточному звільненні багатьох населених пунктів у західній і центральній Боснії.
На останньому етапі війни 5-й корпус брав участь в Сараєвській операції, наступаючи на північ від міста, щоб відрізати шляхи втечі німецького гарнізону. Місія не була повністю успішною, оскільки основна частина ворожих сил встигла відступити на північний захід. Але частини корпусу змогли увійти у звільнене Сараєво разом з іншими партизанськими з'єднаннями 2-го і 3-го корпусів.
5-й корпус був розформований 22 квітня 1945 року, а його дивізії увійшли до складу 2-ї армії.